# Andrzej Strugarek
Andrzej Strugarek (ur. 25 października 1958 w Drezdenku) – polski piłkarz, obrońca i pomocnik.

## Życiorys
Jest wychowankiem Łucznika Strzelce Krajeńskie, skąd trafił do Zastalu Zielona Góra. W czerwcu 1979 trafił do Lecha Poznań z którym odniósł największe sukcesy sportowe – mistrzostwo Polski w 1983 i 1984, Puchar Polski w 1982 i 1984. Rozegrał również jeden mecz w ekstraklasie w barwach GKS Katowice.
Pod koniec 1983 roku wykryto u niego poważną wadę serca, która przerwała jego karierę piłkarską.
Pozostał jednak w Lechu Poznań, podejmując od stycznia 1984 roku pracę trenerską, najpierw z drużyną juniorów (mistrzostwo Polski w 1987, a następnie z drużyną seniorów, wpierw jako asystent trenera Henryka Apostela od czerwca 1988, następnie, od grudnia, jako pierwszy trener (w duecie z Jerzym Kopą pełniącym funkcje menadżera drużyny). Jako trener poprowadził Lecha do zdobycia mistrzostwa Polski i Super Pucharu w 1990. Został zwolniony w maju 1991 roku, zastąpił go wracający do Lecha Henryk Apostel.
Jego syn Krzysztof był również piłkarzem.